# Чаба Мадар
Чаба Мадар (мађ. Madar Csaba; Пишпекладањ, 8. октобар 1974) бивши је професионални фудбалер који играо на позицији везног играча за мађарски прволигашким клубовима Дебрецин, МТК Хунгариа, Њиређхаза Спартак, Ракошпалотаи  био је  мађарски фудбалски репрезентативац. Учествовао је на Летњим олимпијским играма 1996. године, где је представљао Мађарску у фудбалу.

## Играчка каријера
Петоструки шампион Мађарске са Дебрецином (2х) и МТК (3х), као и двоструки освајач Купа Мађарске са МТК. На 367(324 прволигашке) утакмице  у НБ I постигао је 32 (31 прволигашки гол) гола.
Године 1996. био је члан олимпијске фудбалске репрезентације, постигавши голове против Бразила и Јапана.
Из активне фудбалске каријере се повукао у јануару 2008. године, наводећи породичне разлоге.
Поред свог грађанског рада, играо у тиму ДЕАКа у дивизији II.. Од лета 2017. године је тренер трећелигашке NBIII фудбалске екипе ДЕАК.

## Достигнућа
МТК
- шампион: 1998/99, 2002/03

Дебрецин
- шампион: 2004/05, 2005/06, 2006/07